# Ferman Akgül

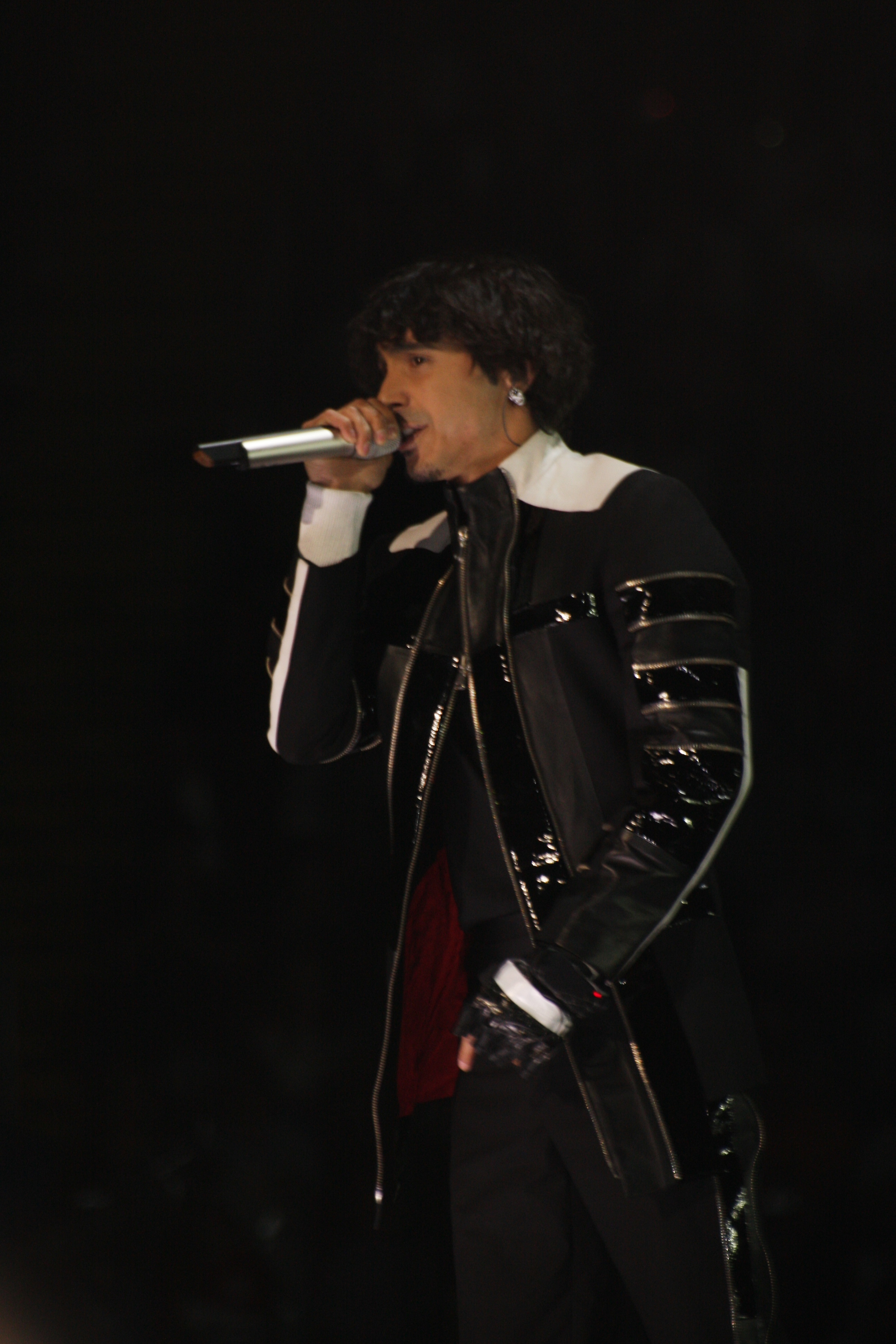
Ferman Akgül

Ferman Akgül (* 25. Dezember 1979 in Ankara) ist ein türkischer Songwriter und Sänger der Rockband maNga.

## Karriere
In seinem zehnten Lebensjahr lernte Akgül Piano zu spielen. 1998 war er erstmals in der türkischen Musikbranche zu finden, als er in der Hardcore-Band Virgin Pulp spielte. Anfangs spielte er als DJ in der Band, später wurde er Sänger. Zu dieser Zeit studierte er an der Gazi-Universität. Er spielte später in der Band Colik, wo er mit Özgür Can Öney spielte. Mit diesem gründete Akgül die Band 70lik. Danach spielte Akgül bei Seven, wo Cem Bahtiyar Bassgitarrist war. 2001 wurde er von Özgür Can Öney eingeladen, für maNga zu spielen. Mit dieser Band feierte er bereits viele nationale und internationale Erfolge. Er bestand seinen Abschluss an der Gazi-Universität und auch seinen Master an der Marmara-Universität.

## Songwriting
Akgül schrieb mehrere Songs der Band gemeinsam mit den anderen Musikern der Band. Im zweiten Album schreibt er die Songs auch alleine. Zum Song We Could Be the Same schrieb er sowohl den Text als auch die Musik und wurde von Evren Özdemir unterstützt. Die Thematiken der Texte sind hauptsächlich Liebe und Missstände innerhalb der Gesellschaft.

## Diskografie (solo)
- siehe auch: MaNga

Alben
- 2017: Yürüyorum İçimde

Singles
- 2016: İstemem Söz Sevmeni (Original: Keti Garbi – Anemodarmena Ipsi)
- 2016: Dırdır (mit Pascal Nouma)
- 2017: Düş Sırtında (mit İskender Paydaş)
- 2017: Yürüyorum İçimde
- 2022: Uçun Kuşlar Uçun İzmir'e Doğru
- 2022: Uyan Oğlum
- 2023: A Bebeğim
- 2024: Dünyanın Sonuna Doğmuşum (mit Birol Namoğlu & Haluk Kurosman)
- 2024: Adı Mustafa (mit Oğuzhan Uğur)

Gastbeiträge
- 2005: Sonbahar (mit Kargo)
- 2007: Baba Mesleği (mit Gripin)
- 2007: Taş Bebek (mit Göksel & Teoman)
- 2011: Sen (mit Cartel)
- 2013: Bensiz Sen (mit Birol Giray)
- 2014: Rüzgar (mit Ozan Çolakoğlu)
- 2015: İki Yol (mit Birol Giray)
- 2017: Dinleyiverin Gari (mit What Da Funk)
- 2018: Mış Gibi (mit Aslı Gökyokuş & Nev)
- 2018: Her Şeyi Yak (mit Muazzez Abacı)
- 2018: Efsaneyiz (mit Fatma Turgut)
- 2019: Belki10 (mit Erdem Yener)
- 2020: 100 kere 23 Nisan (mit İskender Paydaş & Nilüfer Çocuk Korosu)
- 2020: Ulu Vətən (mit Sevda Alekbarzadeh)
- 2021: İrin (mit Begüm Tarako)

## Filmografie
Filme
- 2022: Burçlar